# Долно Копаново
Долно Копаново или Долно Купаново (на гръцки: Χαρίεσσα, Хариеса, до 1953 година Κάτω Κοπανός, Като Копанос) е село в Република Гърция, област Централна Македония, дем Негуш.

## География
Селото е разположено в областта Сланица, на 45 m надморска височина в западната част на Солунското поле на 11 km североизточно от град Негуш (Науса) и на 4 km от демовия център Копаново (Копанос). През селото тече река Арапица.

## История

### В Османската империя
В края на XIX век селото е в Берската каза на Османската империя. Според Николаос Схинас („Οδοιπορικαί σημειώσεις Μακεδονίας, Ηπείρου, Νέας οροθετικής γραμμής και Θεσσαλίας“) в средата на 80-те години на XIX век Долно Копаново (Κάτω Κοπανός) има 50 къщи. Александър Синве („Les Grecs de l’Empire Ottoman. Etude Statistique et Ethnographique“) в 1878 година пише, че в Като Копанос (Kato Copanòs), Берска епархия, живеят 420 гърци. Според статистиката на Васил Кънчов („Македония. Етнография и статистика“) в 1900 година в Долно Купаново живеят 240 българи. По данни на секретаря на Българската екзархия Димитър Мишев („La Macédoine et sa Population Chrétienne“) в 1905 година в Долно Купаново има 230 българи патриаршисти гъркомани. Според отчет на Солунската българска митрополия в Долно Копаново работи българско училище с учител Мариян Златанов от Долно Куфалово, Солунско.
На 11 октомври 1909 година берският каймакамин отнема църквата в Долно Копаново от 25-те български семейства и я предава на 3-те гъркомански. В 1910 година в Долно Копаново (Κάτω Κοπανός) има 245 жители екзархисти.
На 1 март 1911 година между Горно и Долно Копаново гръцка чета убива двама селяни. Преследвана от войсково отделение, четата се оттегля, но се натъква на друга войскова част и в сражението дава три жертви.

### В Гърция
В 1912 година през Балканската война в селото влизат гръцки войски, а след Междусъюзническата война в 1913 година Долно Копаново остава в Гърция. При преброяването от 1913 година в селото има 182 мъже и 156 жени. В 1913 година Панайотис Деказос, отговарящ за земеделието при Македонското губернаторство, споменава Долно Копаново (Κάτω Κοπανός) като село обитавано от „30 славянофонски семейства“ (30 οικογένειες σλαβοφώνων).
Боривое Милоевич пише в 1921 година („Южна Македония“), че Долно Копаново има 20 къщи християни славяни.
В 1922 година в селото са заселени 102 гърци, бежанци от Турция. В 1928 година Долно Копаново е смесено местно-бежанско селище със 112 бежански семейства и 469 жители бежанци. В 1953 година селото е прекръстено на Хариеса.
В 1987 година Спирос Лукатос посочва „език на жителите български“ (γλώσσα κατοίκων βουλγαρική).
Селото е много богато, тъй като почти цялото му землище се напоява. Произвеждат се предимно праскови, а също и пшеница и памук.
| Година    | 1913 | 1920 | 1928 | 1940 | 1951 | 1961 | 1971 | 1981 | 1991 | 2001 | 2011 | 2021 |
| --------- | ---- | ---- | ---- | ---- | ---- | ---- | ---- | ---- | ---- | ---- | ---- | ---- |
| Население | 338  | 442  | 591  | 725  | 850  | 1028 | 962  | 1001 | 1112 | 974  | 959  | 800  |

## Личности
Родени в Долно Копаново
- Никола Аврамов, български активист в годините на Втората световна война, определен от гръцките власти в 1942 година като „български пропагандатор“ и „фанатик“[17]
- Илияс Фотиадис (р. 1944), гръцки политик от Нова демокрация